# Твиттер-дипломатия
Твиттер-дипломатия, твитдипломатия (англ. Twitter diplomacy, twiplomacy) — электронная форма публичной дипломатии, которая осуществляется путем использования социальной сети «Твиттер» дипломатами, политиками, общественными деятелями и государственными ведомствами. Целью твитдипломатии является повышение эффективности, открытости дипломатии и вовлеченности в неё граждан посредством публикации твитов политическими деятелями или ведомствами. Твитдипломатия рассматривается не как инструмент решения проблем, а как платформа, позволяющая привлечь к политическому событию аудиторию.

## История
Президент США Барак Обама завел аккаунт в Twitter в 2007, что и дало толчок для развития цифровой дипломатии в социальной сети Twitter. Понятие Твитпломатия стало актуальным после создания учетных записей в Twitter в 2010 году такими государственными лидерами, как Дмитрий Медведев, Уго Чавес, Альваро Урибе, Рафаэль Корреа, Кристина Фернандес де Киршнер, подтвердив тем самым роль Twitter как платформы для немедленного распространения информации и политического взаимодействия. Впервые термин Твитпломатия предложил Маттиас Люфкенс, изучающий дипломатию в социальных сетях, в 2011 году. Им был представлен доклад, где отмечалось, что Твиттер используется президентами и лидерами государств как инструмент для поддержания международных контактов с другими политическими деятелями. 17 октября 2012 года Маттиасом Люфкенсом была опубликована статья, согласно которой 82 министерства иностранных дел и 47 министром иностранных дел имели аккаунт в Twitter. В перспективе Твиттер рассматривается как платформа, способная наладить диалог с общественностью. Джулио Терци, бывший министр иностранных дел Италии, считает: 
«Твиттер имеет 2 больших положительных эффекта во внешней политике: способствует обмену полезными идеями среди политиков и гражданского общества и повышает возможности дипломатов в сборе информации, и в том, чтобы предвидеть события, анализировать, управлять и реагировать на них».
Одним из первых политических деятелей, кто начал использовать Twitter в дипломатических целях, стал американский посол в России Майкл Э. Макфол, что позволило гражданам следить за развитием российско-американских отношений.
К 2018 году 97 % государств-членов ООН зарегистрированы в Twitter, лишь 6 стран — Лаос, Мавритания, Никарагуа, Северная Корея, Эсватини и Туркменистан — так и не создали аккаунт в социальной сети.

## Твиттер-дипломатия США
C 2007 года Барак Обама ведет аккаунт в Twitter, который на 2018 год насчитывает более 100 миллионов читателей.
Настоящий прорыв в твитпломатии совершил Дональд Трамп после того, как в январе 2017 вступил в должность президента США. За год его публикации были ретвитнуты в среднем 20 тысяч раз. Порой недипломатичные публикации Дональда Трампа вводят правительства многих стран в замешательство, так, например, в отношении лидера Северной Кореи Ким Чен Ына Дональд Трамп употребил выражение «little rocket man». Президент США использует свой личный аккаунт для политических заявлений чаще, чем официальный аккаунт. Особенностью его профиля в Twitter является переход на личностные отношение, обращение к политикам, а не к правительствам государств. Дональд Трамп призвал Терезу Мэй сфокусироваться на «радикальном исламском терроризме в Великобритании» после того, как Соединенное Королевство выразило несогласие с размещением в профиле президента материалов британской ультраправой организации: «Тереза Мэй, сфокусируйтесь не на мне, а на радикальном исламском терроризме в Великобритании. У нас все довольно неплохо!»
В профиле президента публикуется немалое число твитов в отношении России, так только 11 апреля в течение 3 часов были размещены 3 записи в аккаунте, где Дональд Трамп то провоцирует Россию, то призывает к сотрудничеству. В 13:57 в аккаунте президента появляется запись: «Россия обещает сбивать любые ракеты, выпущенные по Сирии. Готовься, Россия, они прилетят. Они будут хорошие, новые и „умные“! Не надо поддерживать животное, которое убивает газом своих граждан и получает удовольствие!». Через час Дональд Трамп предпринимает попытку наладить сотрудничество: «Наши отношения с Россией сейчас хуже, чем когда бы то ни было, включая период холодной войны. Тому нет никаких причин. Мы нужны России, чтобы помочь им с экономикой, что будет довольно просто, а нам нужно, чтобы все страны сплоченно работали. Прекратим гонку вооружений?». Позднее была опубликована ещё одна запись, адресованная России: «По большей части вражда с Россией обусловлена фейковым и коррупционным „российским расследованием“, в котором тон задают лояльные демократам лица или те, кто в свое время работал на Обаму, Мюллер — самый противоречивый из всех (кроме Розенштейна, который подписал документ по FISA и письмо по Коми). Нет сговора, вот они и сходят с ума!».

## Твиттер-дипломатия Великобритании
Министерство иностранных дел и по делам содружества наций Великобритании создало аккаунт в Twitter с целью распространения информации не только с аккаунтов дипломатических миссий за границей, но и с аккаунтов департаментов головного офиса. В распоряжении Министерства иностранных дел находится более 250 аккаунтов Твиттер.
МИД Великобритании ведет активную социальную жизнь: в период с февраля по июнь 2012 года было опубликовано 1221 тритов, которые согласно содержанию можно подразделить на 3 категории:
- Информационные (подразумевают под собой заявления о политических инициативах, освещение визитов министра)
- Представительные (освещают сотрудничество с негосударственными акторами)
- Дружественные (способствуют развитию дружественных отношений между министерством и общественной аудиторией или между министерством и другими государствами)

Большинство из твитов, а именно 91 %, опубликованных в этот промежуток, были информационные, таким образом подтверждая, что обнародование сведений перешло в цифровую форму. 2 % публикаций можно было отнести к представительным твитам, а 7 % — к дружественным.
Кроме того, официальный аккаунт министерства активно распространяет твиты, опубликованные с аккаунтов подведомственных отделов (72 % публикаций — ретвиты). Но и информация, которую публиковало министерство иностранных дел и по делам содружества наций, широко использовалась другими профилями: государственные департаменты Великобритании поделились 49 % твитов.

## Твиттер-дипломатия России
Дмитрий Медведев зарегистрировался в Twitter в 2010 году во время визита в США и встречи с Стивом Джобсом. На его аккаунт подписались не только главы других государств, но и некоторое журналисты, прославившиеся за счет критики в сторону правительства. Следуя примеру Медведева, некоторые из его помощников, например Аркадий Дворкович, на чей аккаунт в Twitter в 2018 году подписано более 650 тысяч читателей, зарегистрировались в социальных сетях.
На официальный профиль Министерства иностранных дел России в Twitter подписано более 196 тысяч читателей. Контентом их профиля является как информация о внутриполитических, так и внешнеполитических событиях. МИД России освещал действия российских вооруженных сил во время сирийской кампании с разных точек зрения: Россия демонстрировала дипломатические попытки решения сирийского конфликта, информируя о проведении двусторонних встреч с главами государств: «Лавров и Керри обсудили палестино-израильский конфликт, ситуацию в Сирии, Ливии и Йемене», «Лавров и Пан Ги Мун обсудили ситуацию в Сирии и в других странах на Ближнем Востоке и в Северной Африке». МИД России также информирует об оказании гуманитарной помощи Сирии.
Платформа Twitter широко используется и среди дипломатических представительств России за границей. Посольства России используют социальные сети, чтобы информировать пользователей о своих позициях относительно определённых вопросов, предоставляя им пространство для критики и обсуждения. Англоязычный аккаунт посольства России в Великобритании в Twitter, публикации которого направлены на иностранную аудиторию, а также на СМИ, насчитывает более 80 тысяч подписчиков. 39 % подписчиков их англоязычного аккаунта проживают на территории Великобритании, 15 % — в США, 4 % — в России. Канал Посольства на русском языке нацелен на информирование русскоязычной аудитории и насчитывает около 7 тысяч подписчиков.
Посольство России в Великобритании не раз обращало на себя внимание общественности благодаря своим твитам. Самой популярной публикацией стал пост, появившийся в 2016 году как реакция дипломатического представительства на высылку 35 российских дипломатов из США после того, как Соединенные Штаты обвинили Россию во вмешательстве в выборы. Посольством было опубликовано изображение утенка, поверх которого было размещено слово хромой («lame»). Термин «Хромая утка» используется в отношении президента, чьи полномочия близки к концу. Пост ретвитнули 20 тысяч пользователей Twitter, кроме того, публикация бурно обсуждалась и международными СМИ. Резонанс произвела публикация посольства в мае 2017 года, ставшая комментарием на обвинение премьер-министра Великобритании в адрес Европейского союза во вмешательстве во всеобщие выборы в Великобритании. Пост «Слава богу, на этот раз — не Россия» получил более 8 тысяч репостов и 11 тысяч лайков.
Первый известный случай использования ботов и троллей в России в Twitter был зафиксирован во время президентства Медведева. В качестве троллей выступали проправительственные молодежные движения. Задача ботов, которые легко выявляются по таким признакам: отсутствие фотографий, имени, похожие по контенту публикации,— распространять публикации троллей. Во время украинского кризиса Россией активно использовался Twitter ботами и троллями. Нью-Йоркский университет провел исследование, в ходе которого было выяснено, что в период с февраля 2014 по декабрь 2015 года было опубликовано более 14 миллионов твитов с 1,3 миллиона разных аккаунтов, затрагивающих российскую политику в отношении Крыма. Исследование показало, что среди всех аккаунтов, которые опубликовали до 10 твитов, 45 % — боты.

## Твиттер-дипломатия Международного уголовного суда
Международный уголовный суд, а также его сотрудники имеют аккаунты в Twitter. Аккаунт Twitter МУСа был создан в 2009 году и ведется на 2 официальных языках — английском и французском. Твиты посвящены обновленной информации в деле с отсылкой на соответствующие документы и видеопроцедуры, распространение новых важных отчетов, видео и официальных заявлений высокопоставленных должностных лиц Международного уголовного суда. На 2018 год на аккаунт подписаны более 305 тысяч читателей, в числе которых есть и аккаунты министерств иностранных дел, должностных лиц ООН, журналисты и другие заинтересованные лица.

## Влиятельные политические деятели в Twitter
|    | Аккаунт                                       | Страна                   | Среднее число твитов и ретвитов |
| -- | --------------------------------------------- | ------------------------ | ------------------------------- |
| 1  | Салман ибн Абдул-Азиз Аль Сауд                | Саудовская Аравия        | 154000                          |
| 2  | Дональд Трамп                                 | США                      | 20000                           |
| 3  | Франциск, 266-й папа римский                  | Ватикан                  | 12000                           |
| 4  | Мун Чжэ Ин                                    | Республика Корея         | 6000                            |
| 5  | Синдзо Абэ                                    | Япония                   | 6000                            |
| 6  | Реджеп Тайип Эрдоган                          | Турция                   | 5000                            |
| 7  | Майк Помпео                                   | США                      | 4000                            |
| 8  | Тамим бин Хамад бин Халифа Аль Тани           | Катар                    | 4000                            |
| 9  | Официальный аккаунт Дональда Трампа           | США                      | 4000                            |
| 10 | Джоко Видодо                                  | Индонезия                | 3000                            |
| 11 | Нарендра Моди                                 | Индия                    | 2000                            |
| 12 | Николас Мадуро                                | Венесуэла                | 2000                            |
| 13 | Адель ибн Ахмед аль-Джубейр                   | Саудовская Аравия        | 2000                            |
| 14 | Абдалла II ибн Хусейн                         | Иордания                 | 2000                            |
| 15 | Махатхир Мохамад                              | Малайзия                 | 2000                            |
| 16 | Мохаммед ибн Рашид Аль Мактум                 | ОАЭ                      | 2000                            |
| 17 | Хуан Орландо Эрнандес                         | Гондурас                 | 1000                            |
| 18 | Маурисио Макри                                | Аргентина                | 1000                            |
| 19 | Энрике Пенья Ньето                            | Мексика                  | 1000                            |
| 20 | Александр Вучич                               | Сербия                   | 1000                            |
| 21 | Администрация президента Турции               | Турция                   | 1000                            |
| 22 | Ленин Морено                                  | Эквадор                  | 1000                            |
| 23 | Биньямин Нетаньяху                            | Израиль                  | 1000                            |
| 24 | Мухаммед бин Абдуррахман бин Джассим Аль-Тани | Катар                    | 1000                            |
| 25 | Абдулла бин Зайд Аль-Нахайян                  | ОАЭ                      | 1000                            |
| 26 | Поль Кагаме                                   | Руанда                   | 1000                            |
| 27 | Чхонвадэ (Синий дом)                          | Республика Корея         | 1000                            |
| 28 | Белый дом                                     | США                      | 1000                            |
| 29 | Анджей Дуда                                   | Польша                   | 1000                            |
| 30 | Данило Медина                                 | Доминиканская Республика | 984                             |
| 31 | Ли Наген                                      | Республика Корея         | 971                             |
| 32 | Эмманюэль Макрон                              | Франция                  | 875                             |
| 33 | Халид бин Ахмед Аль-Халифа                    | Бахрейн                  | 867                             |
| 34 | Сушма Сварадж                                 | Индия                    | 835                             |
| 35 | Дональд Францишек Туск                        | Европейский союз         | 804                             |
| 36 | Официальный аккаунт примьеер-министра Индии   | Индия                    | 772                             |
| 37 | Мохаммад-Джавад Зариф                         | Иран                     | 703                             |
| 38 | Хорхе Арреаса                                 | Венесуэла                | 673                             |
| 39 | Тереза Мэй                                    | Великобритания           | 663                             |
| 40 | Халтмаагийн Баттулга                          | Монголия                 | 658                             |
| 41 | Себастьян Пиньера                             | Чили                     | 595                             |
| 42 | Мухаммед ибн Зайд Аль-Нахайян                 | ОАЭ                      | 579                             |
| 43 | Джастин Трюдо                                 | Канада                   | 569                             |
| 44 | Матеуш Моравецкий                             | Польша                   | 565                             |
| 45 | Абдул-Фаттах Саид Хусейн Халил Ас-Сиси        | Египет                   | 554                             |
| 46 | Таро Коно                                     | Япония                   | 553                             |
| 47 | Луис Видегарай Касо                           | Мексика                  | 519                             |
| 48 | Джон Магуфули                                 | Танзания                 | 483                             |
| 49 | Мохаммаду Бухари                              | Нигерия                  | 458                             |
| 50 | Рания аль-Абдулла                             | Иордания                 | 455                             |

## Критика
Михаэль Орен: «Твиттер — это ещё один инструмент, который помогает мне общаться с другими дипломатами и журналистами, а также позволяет добавлять индивидуальный штрих к моим политическим взглядам». 
Представители HCF: «Твиттер не будет заменой дипломатии. Это безумие! Если кто-то думает, что 140 символов — это дипломатическое решение мировых проблем, то у нас большая проблема. Твиттер действительно не был создан для Твитпломатии и даже не создавался для ведения бесед». 
Дмитрий Песков: «Мы не являемся участниками Twitter-дипломатии. Мы сторонники серьезных подходов.»